# Сарок
Сарок (итал. Sarroch) је насеље у Италији у округу Каљари, региону Сардинија.
Према процени из 2011. у насељу је живело 4032 становника. Насеље се налази на надморској висини од 43 м.

## Становништво
Према резултатима пописа становништва 2011. у општини је живело 5.198 становника.
| 1931. | 1936. | 1951. | 1961. | 1971. | 1981. | 1991. | 2001. | 2011. |
| ----- | ----- | ----- | ----- | ----- | ----- | ----- | ----- | ----- |
| 1.742 | 1.807 | 2.261 | 2.710 | 3.944 | 4.968 | 5.379 | 5.243 | 5.198 |

## Партнерски градови
- Корнаредо